# Carrisi canta Caruso
Carrisi canta Caruso è un album di Al Bano pubblicato nel 2002. 

## Descrizione
L'album è un omaggio al tenore Enrico Caruso e contiene varie d'opere di Giacomo Puccini, Giuseppe Verdi, Pietro Mascagni, Ruggero Leoncavallo e canzoni napoletane. Grazie all'uso di nuove tecnologie è stato possibile trarre dai vecchi dischi la voce di Enrico Caruso per un duetto virtuale fra Al Bano e il grande tenore in O sole mio.
Gli arrangiamenti sono di Alterisio Paoletti. Per questo album Al Bano ha ricevuto in Austria il disco d'oro e il disco di platino per le vendite (quarta posizione) ed è stato premiato a Vienna con l'"Austrian Award" durante la manifestazione musicale Amadeus Austrian Music Award 2003, categoria "Crossover-Album des Jahres" (Album crossover dell'anno).

## Tracce
1. O sole mio (Eduardo Di Capua, Giovanni Capurro)
2. Recondita armonia (Giacomo Puccini, Giuseppe Giacosa, Luigi Illica - dall'opera Tosca)
3. Musica proibita (Stanislao Gastaldon)
4. Vieni sul mar (Aniello Califano rielaboratore Albano Carrisi, Fabrizio Berlincioni)
5. Vesti la giubba (Ruggero Leoncavallo - dall'opera Pagliacci)
6. Torna a Surriento (Ernesto De Curtis, Giambattista De Curtis)
7. 'O marinariello (Gennaro Ottaviano, Salvatore Gambardella)
8. Addio alla madre (Pietro Mascagni, Giovanni Targioni-Tozzetti, Guido Menasci - dall'opera Cavalleria rusticana)
9. Core 'ngrato (Riccardo Cordiffero, Salvatore Cardillo)
10. 'O paese d'o sole (Libero Bovio, Vincenzo D'Annibale)
11. Fenesta ca lucive (popolare - rielaboratore Albano Carrisi, Fabrizio Berlincioni)
12. La donna è mobile (Giuseppe Verdi, Francesco Maria Piave - dall'opera Rigoletto)
13. Marechiare (Francesco Paolo Tosti, Salvatore Di Giacomo)
14. O sole mio (duetto con Enrico Caruso) (Eduardo Di Capua, Giovanni Capurro)

## Formazione
- Al Bano - voce
- Roberto Fallarino - tastiera, programmazione
- Achim Rafain - basso
- Alterisio Paoletti - tastiera
- Martin Langer - batteria
- Yari Carrisi - batteria
- Mickey Meinert - mandolino
- Adriano Martino - chitarra
- Nevila Matjia - cori

## Classifiche
| Classifica | Posizione |
| ---------- | --------- |
| Austria    | 4         |